# Holedeč

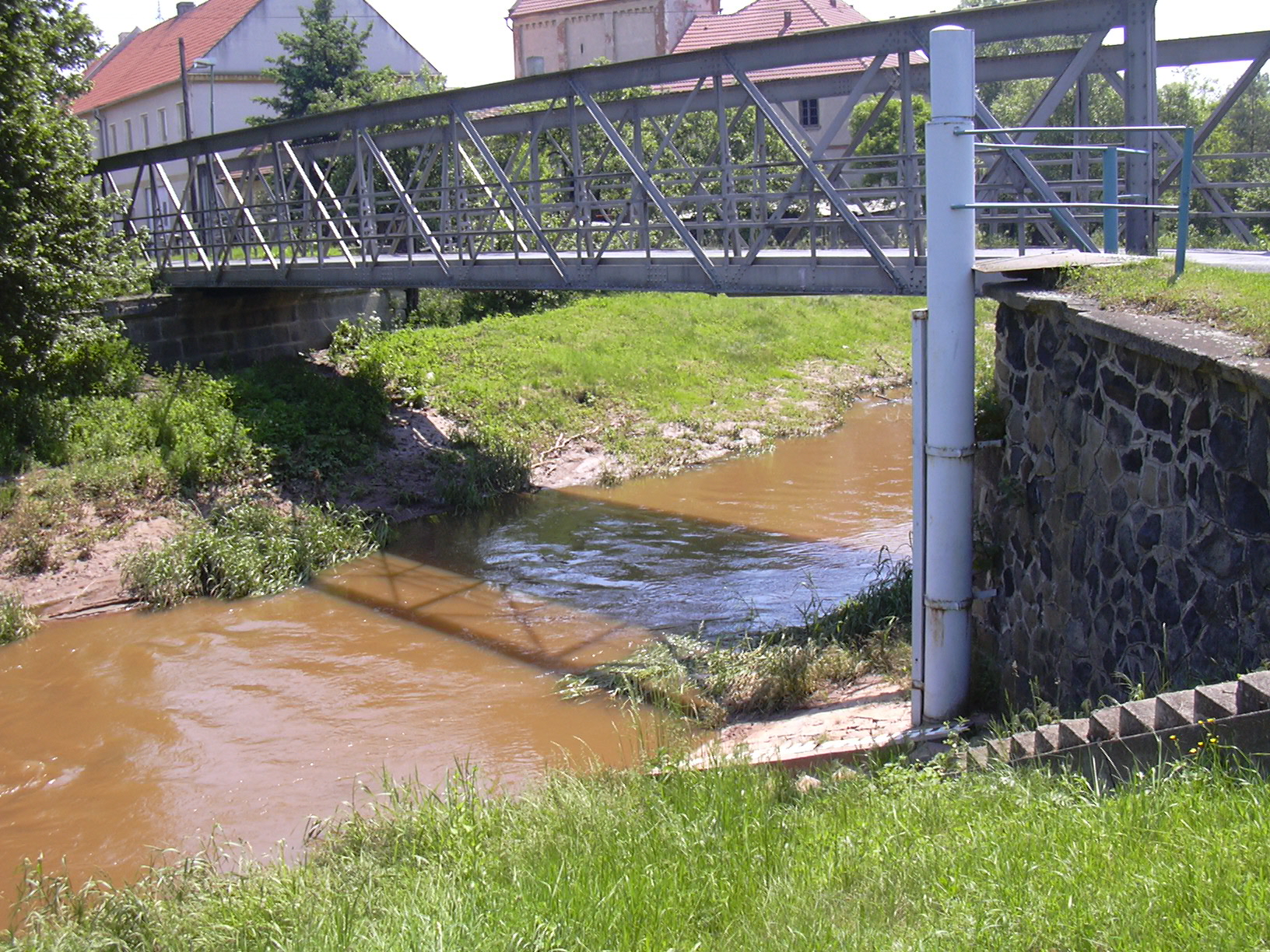
Brücke über die Blšanka

Holedeč (deutsch Holletitz, auch Holetitz, Groß Holletitz) ist eine Gemeinde in Tschechien. Sie liegt sechs Kilometer südlich von Žatec und gehört zum Okres Louny.

## Geographie
Holedeč befindet sich am nordwestlichen Fuße des Džbán-Berglandes an der Blšanka (Goldbach). Südlich erhebt sich der Holý vrch (382 m) und im Westen der Chlum (289 m). Im Westen führt die Bahnstrecke Praha–Chomutov vorbei, die nächste Bahnstation liegt in Holedeček. Der Ort wird um geben von mehreren leichten Bunkerlinien des Tschechoslowakischen Walls.
Nachbarorte sind Holedeček im Norden, Stránky im Nordosten, Kluček im Osten, Tasov und Lhota im Südosten, Bukovina, Želeč und Nový Dvůr im Süden, Měcholupy im Südwesten, Milčeves und Milošice im Westen sowie Radíčeves im Nordwesten.

## Geschichte
Die erste schriftliche Erwähnung des Dorfes erfolgte 1318 als Sitz der Vladiken Tomáš, Jindřich und Miloslav von Holedeč. Ein Anteil des Dorfes gehörte 1332 dem Prager Kollegiatkapitel. Zusammen mit Holedeček befand sich Holedeč zum Ende des 14. Jahrhunderts im Besitz des Vladiken Přechov von Holedeč, ihm folgte Beneš von Měcholupy. Seit 1420 ist eine Feste nachweisbar, die der Sitz der Brüder Prokop und Oldřich von Holedeč war. Während der Hussitenkriege gehörte sie Odolen von Holedeč, der als Söldner im Dienste Kaiser Sigismunds stand. Vor 1470 wurden die Šmohař von Rochov Besitzer von Holedeč. Die Feste erlosch zum Ende des 15. Jahrhunderts. 1527 bestand das Dorf aus 18 Anwesen. 1579 erwarb die Stadt Saaz die Güter von Jindřich Oudrčský von Údrč. Nach der Schlacht am Weißen Berg wurden die Besitzungen der Stadt durch Kaiser Ferdinand II. konfisziert. 1628 kaufte der Rat zu Saaz Holedeč von der Böhmischen Kammer zurück. Bis zur Mitte des 19. Jahrhunderts verblieb Holletitz dann immer bei Saaz.
Nach der Aufhebung der Patrimonialherrschaften bildete Groß Holletitz/Holedeč mit dem Ortsteil Klein Holletitz / Holedeček und dem Weiler Bukowina / Bukovina ab 1850 eine Gemeinde im Bezirk Saaz. Am 4. Februar 1871 wurde durch die Buschtěhrader Eisenbahn die Strecke Prag-Komotau eingeweiht. Eine Bahnstation entstand in Klein Holletitz.
In der Nacht vom 25. zum 26. Mai 1872 wurde Groß Holletitz nach Wolkenbrüchen von einer nächtlichen Sturzflut des Goldbaches verwüstet. Dabei ertranken 41 Menschen. Die Freiwillige Feuerwehr gründete sich 1879. 1905 begann der zweigleisige Eisenbahnbetrieb zwischen Michelob und Trnowan. 1924 lebten im Ortsteil (Groß) Holletitz 657 Menschen, davon waren 600 Deutsche und 57 Tschechen. 1930 hatte die gesamte Gemeinde 918 Einwohner, in (Groß) Holletitz waren es 718. Zwischen 1930 und 1931 wurde östlich des Dorfes ein Wasserwerk errichtet. Nach dem Münchner Abkommen wurde der Ort 1938 dem Deutschen Reich zugeschlagen und gehörte bis 1945 zum Landkreis Saaz. Die tschechische Bevölkerung verließ wegen der einsetzenden Benachteiligungen das Dorf und zog über die nahe Reichsgrenze in die Tschechoslowakei. 1939 lebten in der Gemeinde 862 Menschen. Nach dem Ende des Zweiten Weltkrieges kam Holedeč zur Tschechoslowakei zurück und die deutsche Bevölkerung wurde vertrieben. Mit Beginn des Jahres 1961 erfolgte die Eingemeindung von Stránky und Veletice, zugleich wurde der Ort dem Okres Louny zugeordnet. Zwischen 1981 und 1990 war Holedeč nach Měcholupy eingemeindet.

## Gemeindegliederung
Die Gemeinde Holedeč besteht aus den Ortsteilen Holedeč (Holletitz), Holedeček (Klein Holletitz), Stránky (Tronitz) und Veletice (Weletitz). Grundsiedlungseinheiten sind Holedeč, Stránky und Veletice. Zu Holedeč gehört außerdem die Ansiedlung Bukovina (Bukowina).
Das Gemeindegebiet gliedert sich in die Katastralbezirke Holedeč, Stránky und Veletice.

## Sehenswürdigkeiten
- Kirche des hl. Bartolomäus in Holedeček, der ehemals gotische Bau wurde nach einem Brand 1737 barock umgestaltet
- Kapelle in Veletice, erbaut um 1800
- barocke Nischenkapelle in Stránky, errichtet in der zweiten Hälfte des 18. Jahrhunderts

## Söhne und Töchter der Gemeinde
- Adolf Seifert (1826–1910), Historiker
- Carl Schlimp (1834–1901), Architekt